# Parc national de Carnarvon
Pour les articles homonymes, voir Carnarvon.
Le parc national de Carnarvon est un parc national situé au Queensland en Australie. Il est situé à 593 km au nord-ouest de Brisbane.

## Aspects
Situé dans la « Ceinture de grès du centre du Queensland » (Central Queensland Sandstone Belt) à cheval sur la Cordillère australienne, le parc comprend des éléments importants de l'histoire géologique du Queensland, dont deux bassins sédimentaires, le Bowen et le Surat et la région volcanique du Buckland. Les roches les plus jeunes de la région sont les basaltes du Buckland qui datent d'entre 35 et 27 millions d'années. Depuis cette époque, l'eau et le vent ont érodé les paysages en un réseau de plaines de sable, de vallées et de gorges séparées par des plateaux et chaînes de collines basaltiques.
Le parc est riche en sources. Les zones protégées au sein du parc ont une valeur élevée pour les captages d'eau. Cinq cours d'eau traversent le parc : les rivières Comet, Dawson, Maranoa, Nogoa, et Warrego. La Warrego et la Maranoa sont sur le versant ouest de la Cordillère et constituent les deux cours d'eau les plus au nord du bassin Murray-Darling.

## Flore
Le parc abrite quarante écosystèmes régionaux et neuf d'entre eux sont menacés d'extinction en raison de la trop grande exploitation dans la région. Vingt-trois espèces de fleurs sont considérées comme rares et menacées comme l'emblématique Livistona nitida, Cadellia pentastylis et Stemmacantha australis.